# Tu n'épouseras jamais un avocat
Tu n'épouseras jamais un avocat  è un cortometraggio muto del 1914 diretto da Louis Feuillade.
Il protagonista Marcel Lévesque aveva debuttato nel 1913 al cinema come sceneggiatore, ma era passato subito davanti alla cinepresa come attore. Nella sua carriera, durata fino al 1957, Lévesque girerà una settantina di film, molti dei quali diretto da Feuillade. Uno dei suoi ruoli da ricordare è quello di Mazamette in Les Vampires.

## Produzione
Il film fu prodotto dalla Société des Etablissements L. Gaumont

## Distribuzione
Distribuito dalla Société des Etablissements L. Gaumont, uscì nelle sale francesi nel giugno 1914.